# Healdton (Oklahoma)
Healdton es una ciudad ubicada en el condado de Carter en el estado estadounidense de Oklahoma. En el año 2010 tenía una población de 	2788 habitantes y una densidad poblacional de 74,95 personas por km².

## Geografía
Healdton se encuentra ubicada en las coordenadas 34°13′54″N 97°29′4″O / 34.23167, -97.48444 (34.231557, -97.484454).

## Demografía
Según la Oficina del Censo en 2000 los ingresos medios por hogar en la localidad eran de $23,550 y los ingresos medios por familia eran $29,363. Los hombres tenían unos ingresos medios de $25,636 frente a los $20,865 para las mujeres. La renta per cápita para la localidad era de $12,842. Alrededor del 21.5% de la población estaban por debajo del umbral de pobreza.